# Prairiana histrio
Prairiana histrio är en insektsart som beskrevs av Hermann Burmeister 1839. Prairiana histrio ingår i släktet Prairiana och familjen dvärgstritar. Inga underarter finns listade i Catalogue of Life.